# Schloss Oetlishausen

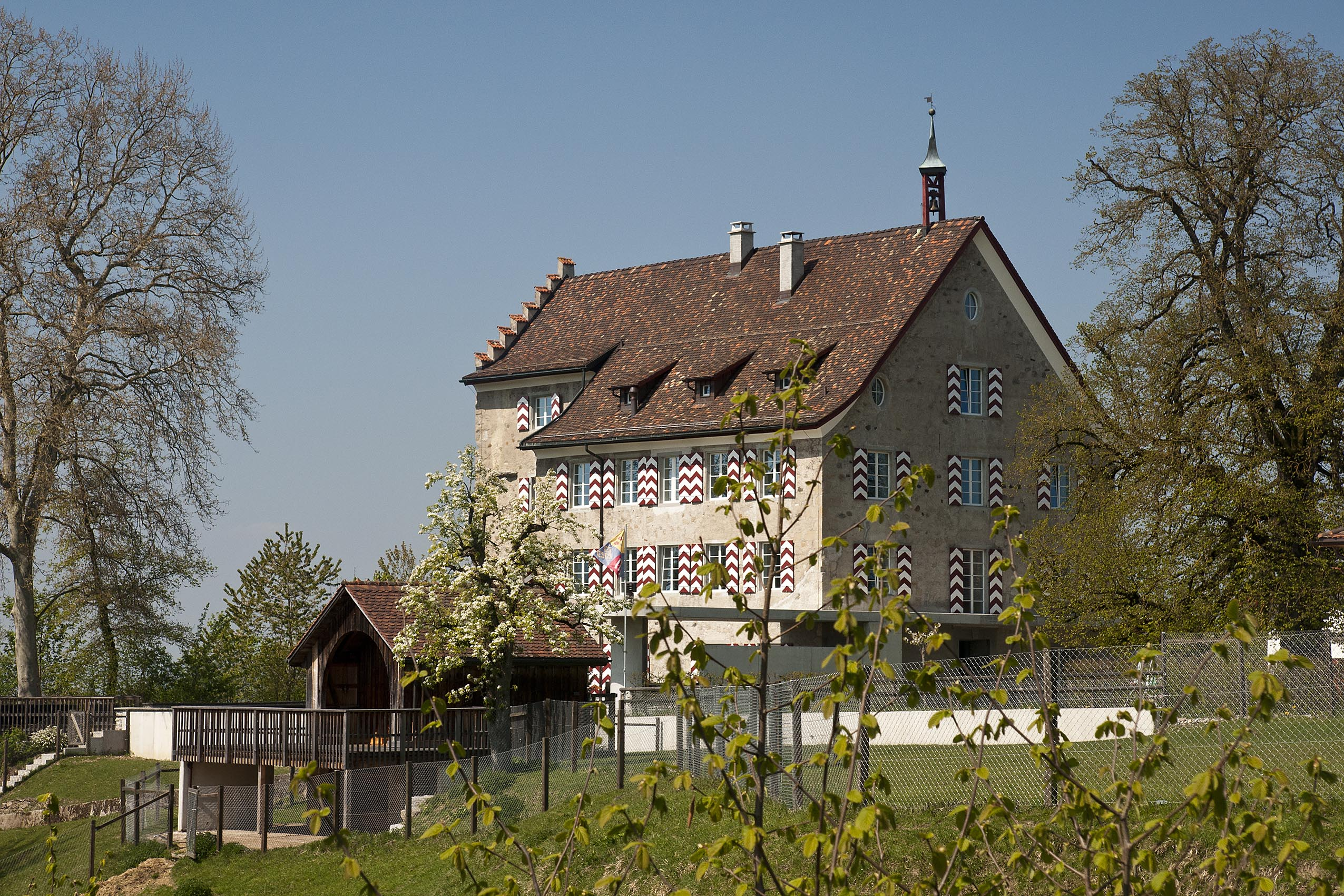
Seitenansicht

Schloss Oetlishausen liegt in der Thurgauer Gemeinde Hohentannen. Es wurde urkundlich erstmals 1176 als Burg erwähnt. Es wechselte im Laufe der Jahrhunderte oft den Besitzer und wurde immer wieder umgebaut.
1953 kaufte es die Stadt Zürich und richtete ein Schulheim für Hauswirtschaftskurse ein. 2007 genehmigte der Zürcher Gemeinderat den Verkauf der Liegenschaft an eine Privatperson. Sämtliche Gebäude wurden 2008 mit Beiträgen des kantonalen Amtes für Denkmalpflege restauriert und mit einer Reithalle ergänzt. 2018 fand ein weiterer Handwechsel statt.